# ヴィットーリア・デッラ・ローヴェレ
ヴィットーリア・デッラ・ローヴェレ（Vittoria Della Rovere, 1622年2月7日 - 1694年3月5日）は、トスカーナ大公フェルディナンド2世・デ・メディチの妃。

## 生涯
ウルビーノ公子フェデリーコ・ウバルド・デッラ・ローヴェレと、クラウディア・デ・メディチの一人娘として、ペーザロで生まれた。父の死後、母がオーストリア大公レオポルト5世と再婚したため、デッラ・ローヴェレ家で養育された。彼女は敬虔なカトリック教徒として育った。
1623年、ヴィットーリアは従兄フェルディナンドと婚約し、1634年に結婚した。祖父フランチェスコ・マリーア2世・デッラ・ローヴェレが亡くなると、ウルビーノ公家の推定相続人となったが、公国はローマ教皇ウルバヌス8世により教皇領として吸収され、世襲はならなかった。メディチ家はデッラ・ローヴェレ家の豊富な芸術コレクションを受け継ぎ、これらは現在ウフィツィ美術館やピッティ宮殿で見ることができる。
2児が幼くして亡くなり、1642年に生まれた長男コジモの教育を巡って、近代的な教育をしたい夫フェルディナンドと対立した。結局、ヴィットーリアが厳格なカトリック教育を少年に強いた。二男フランチェスコ・マリーアは1660年に生まれた。
フェルディナンドとヴィットーリアの結婚生活は不幸だったため、賢明にも何年も別居した。老齢になるとヴィットーリアはモンタルヴェ修道院に長期滞在した。ヴィットーリアは1694年にピサで亡くなった。

## 子女
- コジモ3世（1642年 - 1723年）
- フランチェスコ・マリーア（1660年 - 1711年） - 枢機卿